# Gobannus

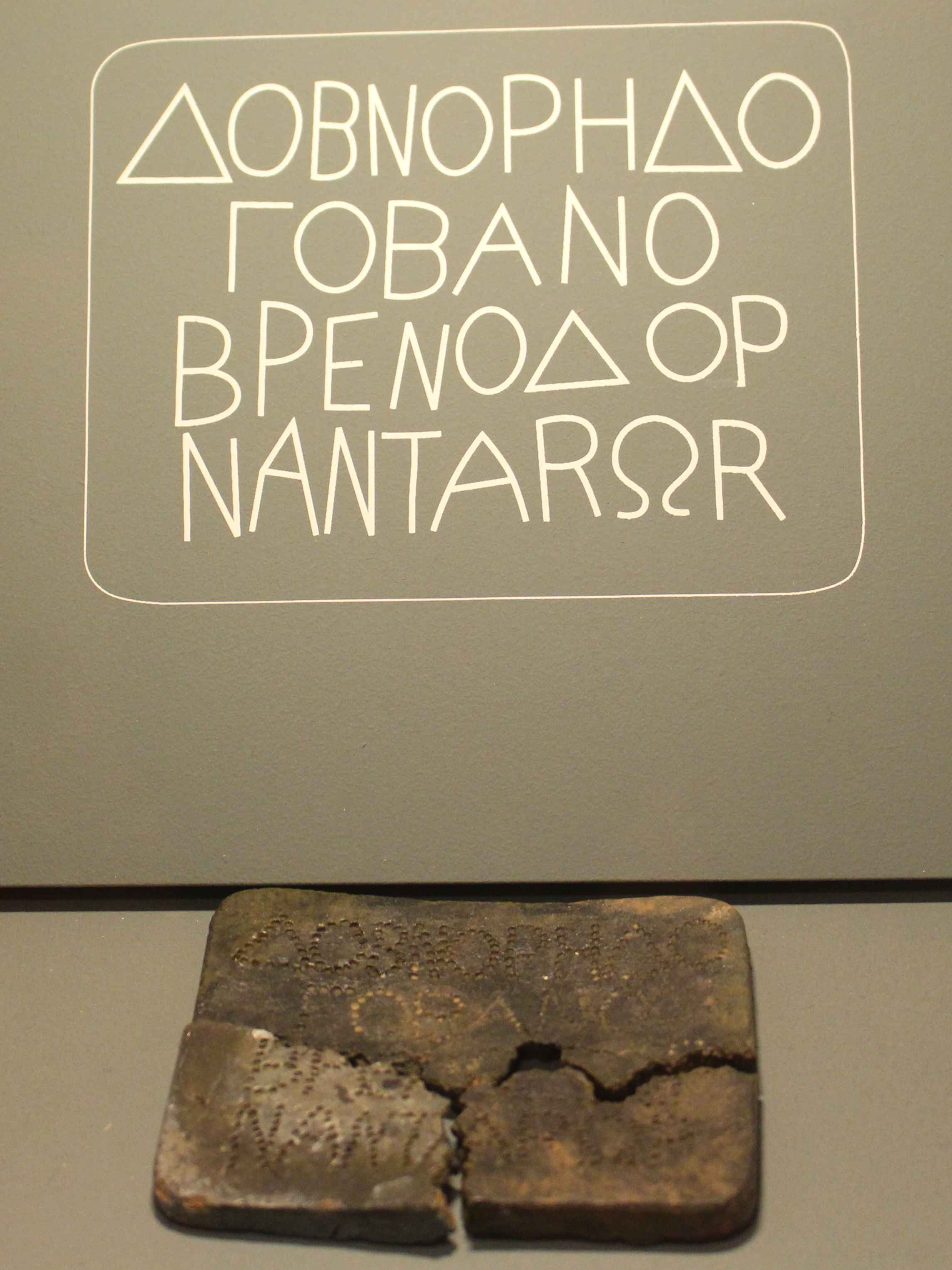
Una tavoletta di zinco dedicata a Gobannus (ΓΟΒΑΝΟ), conservata al Historisches Museum di Berna

Gobannus, o anche Gobannos, Cobannus e Cobannos (dal protoceltico *goban-, "fabbro"), era un dio gallico, identificato generalmente come patrono dei fabbri, il cui culto si protrasse anche durante il periodo di romanizzazione della Gallia. È correlabile, in seno al pantheon celtico, all'irlandese Goibniu ed al gallese Gofannon.
Si conservano alcune statue dedicategli, ritrovate insieme ad un calderone di bronzo dedicato a Deus Cobannos alla fine degli anni ottanta del XX secolo, ed ora custoditi al Getty Museum, in California. È citato anche in un'iscrizione latina ritrovata non del tutto integra negli anni settanta a Fontenay-près-Vézelay, in Francia, in cui si legge AVG(VSTO) SAC(RVM) [DE]O COBANNO, vale a dire "dedicata ad Augusto e al dio Cobannus".
La dedica a Gobannus meglio conservata si trova su una tavoletta di zinco, rinvenuta a Berna, in Svizzera, nel corso degli anni ottanta. Il manufatto, conservato all'Historisches Museum di Berna, presenta un'iscrizione apparentemente gallica in caratteri greci, che recita ΔΟΒΝΟΡΗΔΟ ΓΟΒΑΝΟ ΒΡΕΝΟΔΩΡ ΝΑΝΤΑΡΩΡ (traslitterato: Dobnoredo Gobano Brenodor Nantaror). Dobnoredo sembra essere un epiteto del dio - il cui nome è riportatovi nella sua forma declinata al dativo -, forse composto da dubno- ("mondo") e rēdo- ("viaggio"), Brenodor potrebbe trattarsi semplicemente d'un toponimo, mentre Nantaror può essere un appellativo indicante la valle dell'Aare (presso le Alpi Bernesi), a giudicare dalla presenza del vocabolo nanto- ("valle"); l'iscrizione potrebbe dunque tradursi approssimativamente come "a Gobannus, il viaggiatore del mondo, dedicato dal popolo di Brenodor nella valle dell'Aare".